# ماشین مجازی موازی
ماشین مجازی موازی (انگلیسی: Parallel Virtual Machine؛ به اختصار پی‌وی‌ام انگلیسی: PVM) یک ابزار نرم‌افزاری برای شبکه‌های موازی کامپیوترها است. این ابزار چنین طراحی شده‌است که به شبکه ای از ماشین‌های یونیکس و/یا ویندوز ناهمگن اجازه استفاده به عنوان یک پردازنده موازی توزیع شده را بدهد؛ بنابراین مشکلات محاسباتی بزرگ را می‌توان با استفاده از توان و حافظه کل بسیاری از رایانه‌ها به‌طور مقرون به صرفه‌تر حل کرد. این نرم‌افزار به شکل قابل جابجایی (portable) طراحی شده‌است. کد منبع آن به صورت رایگان از طریق netlib در دسترس است.
پی‌وی‌ام کاربران را قادر می‌سازد تا از سخت‌افزار رایانه موجود خود برای حل مشکلات بزرگی را با هزینه اضافی کمتر بهره ببرند. پی‌وی‌ام به عنوان یک ابزار آموزشی برای آموزش برنامه‌نویسی موازی استفاده شده‌است اما برای حل مسائل مهم عملی نیز استفاده شده‌است. این ابزار توسط دانشگاه تنسی، آزمایشگاه ملی اوک ریج و دانشگاه اموری توسعه یافته‌است. اولین نسخه در ORNL در سال ۱۹۸۹ نوشته شد و پس از بازنویسی توسط دانشگاه تنسی، نسخه ۲ در مارس ۱۹۹۱ منتشر شد. نسخه ۳ در مارس ۱۹۹۳ منتشر شد و از تحمل خطا و قابلیت حمل بهتر پشتیبانی می‌کرد.
پی‌وی‌ام گامی بلند به سمت روندهای مدرن در پردازش توزیع شده و محاسبات شبکه ای بود، اما از اواسط دهه ۱۹۹۰، تا حد زیادی با استاندارد MPI بسیار موفق تر برای ارسال پیام در ماشین‌های موازی جایگزین شد. PVM یک نرم‌افزار رایگان است که تحت هر دو مجوز BSD و مجوز عمومی عمومی گنو منتشر شده‌است.